# Kerio Control
Kerio Control (ранее назывался Kerio WinRoute Firewall и WinRoute Pro) — это программный межсетевой экран, разработанный компаниями Kerio Technologies и Tiny Software. Основными функциями программы являются: организация безопасного пользовательского доступа в Интернет, надежная сетевая защита ЛВС, экономия трафика и рабочего времени сотрудников за счёт ограничения нецелевого доступа к различным категориям веб-контента.

## Особенности программы
- Многоязычный интерфейс
- Возможность работы с несколькими сетевыми интерфейсами, в том числе одновременно с несколькими внутренними (LAN) и внешними (WAN) интерфейсами, инструменты балансировки нагрузки
- Полная поддержка IPv6
- Реализация собственной технологии VPN, превосходящей по производительности IPSec/L2TP, туннелирование нескольких ЛВС.
- Гибкая настройка правил трафика
- Гибкие инструменты по фильтрации обращений по протоколам HTTP, HTTPS, FTP, пиринговых сетей
- Назначение различных прав доступа отдельным пользователям, использование Служб каталогов, в т.ч. Active Directory в качестве источника базы данных пользователей
- Инструменты распознавания внешних угроз: сканирования портов, угадывания паролей, DDoS-атак, фильтрация входящих соединений по геолокационному признаку, спуфинг
- Резервирование полосы пропускания канала, QoS
- Блокировка сайтов в зависимости от категории (нужна отдельная лицензия)
- Расшифровка входящего HTTPS
- Прокси-сервер с настраиваемым кэшем
- Встроенный антивирус Bitdefender - сканирование на лету HTTP, FTP, электронной почты
- Сервер DHCP
- Клиент динамического DNS
- Сбор статистики и её отображение в виде журналов, диаграмм